# 苏禄国王与中国皇帝
《苏禄国王与中国皇帝》是一部於1987年上映的菲律宾和中國合拍的史诗片，該電影由埃迪·罗梅罗、肖朗和邱麗莉执导，维克·瓦加斯和王心剛主演。影片以15世纪初为背景，讲述蘇祿蘇丹國的東王巴都葛·叭哈喇會見明朝皇帝明成祖的故事。